# Vlahovo (gmina Žitorađa)
Vlahovo (cyr. Влахово) – wieś w Serbii, w okręgu toplickim, w gminie Žitorađa. W 2011 roku liczyła 488 mieszkańców.